# マーティン・クレイニー
マーティン・ジェームズ・クレイニー（Martin James Cranie, 1986年9月26日）は、イングランド・サマセット州ヨーヴィル出身の元サッカー選手。現役時代のポジションはDF。

## 経歴

### クラブ
サウサンプトンFCのアカデミー出身。2004年5月のチェルシーFC戦でトップチームデビューしたが、オウンゴールを献上するなど0-4での大敗となった。2007年6月に恩師のハリー・レドナップが監督を務めるポーツマスFCに完全移籍。
2009年8月、チャンピオンシップのコヴェントリー・シティFCに移籍。2012年8月、バーンズリーFCに移籍。
2014-15シーズン限りでバーンズリーFCを退団し、トライアルの末2015年7月22日にハダースフィールド・タウンFCに1年契約で加入。レギュラーの座を掴みシーズン39試合に出場し、契約を1年延長した。2016-17シーズンはトミー・スミスの台頭により出場機会が減少したが、2017年2月9日に翌シーズン末までの契約延長が発表された。
2018年1月、ミドルズブラFCに移籍。2018年9月、シェフィールド・ユナイテッドFCに移籍。2019年6月、ルートン・タウンFCにフリーで加入。

### 代表
スコットランドにもルールをもつためスコットランド代表でプレーすることもできたが、各年代で一貫してイングランド代表としてプレーしている。2003年のFIFAワールドユース選手権では、ジェイムズ・ミルナー、アンドリュー・テイラー、スティーブン・テイラーと並ぶ最年少選手として招集された。しかし出場は1試合のみに終わり、チームはグループステージ最下位で敗退した。
2007年8月16日、U-21代表に招集され、ルーマニア戦でデビューを果たした。2009年のUEFA U-19欧州選手権予選では、ネダム・オヌオハとキャプテンのスティーブン・テイラーがセンターバックのレギュラーで起用されたため、主に右サイドバックでプレーした。2009年のUEFA U-21欧州選手権の準決勝・スウェーデン戦で、キックオフからわずか1分後にミルナーのインスイングコーナーキックから U-21代表初ゴールを決めた。
2009年にコヴェントリー・シティFCへ移籍した際は、フル代表チームでプレーすることへの意欲を示した。

## 所属クラブ
ユースクラブ
- サウサンプトンFC

シニアクラブ
- サウサンプトンFC 2004-2007

→  AFCボーンマス 2004 (loan)
→  ヨーヴィル・タウンFC 2006-2007 (loan)
→  ヨーヴィル・タウンFC 2007 (loan)
- ポーツマスFC 2007-2009

→  クイーンズ・パーク・レンジャーズFC 2007 (loan)
→  チャールトン・アスレティックFC 2008-2009 (loan)
- コヴェントリー・シティFC 2009-2012
- バーンズリーFC 2012-2015
- ハダースフィールド・タウンFC 2015-2018
- ミドルズブラFC 2018
- シェフィールド・ユナイテッドFC 2018-2019
- ルートン・タウンFC 2019-2021